# FK Banga
FK Banga este o echipă de fotbal din Gargždai, Lituania.

## Palmares
- Campionatul Lituanian: 0
- Cupa Lituaniei (1): 2024
- Super Cupa Lituaniei (0):

## Participări în campionatele lituaniene
| Sezon | Div. | Liga                 | Locul | @      |                          |
| ----- | ---- | -------------------- | ----- | ------ | ------------------------ |
| 2004  | 3.   | Antra lyga (Vakarai) | 3.    | [ 2 ]  |                          |
| 2005  | 3.   | Antra lyga (Vakarai) | 5.    | [ 3 ]  | ▲ Promovat in Pirma lyga |
| 2006  | 2.   | Pirma lyga           | 12.   | [ 4 ]  |                          |
| 2007  | 2.   | Pirma lyga           | 6.    | [ 5 ]  |                          |
| 2008  | 2.   | Pirma lyga           | 4.    | [ 6 ]  | ▲ Promovat in A lyga     |
| 2009  | 1.   | A lyga               | 6.    | [ 7 ]  |                          |
| 2010  | 1.   | A lyga               | 6.    | [ 8 ]  |                          |
| 2011  | 1.   | A lyga               | 6.    | [ 9 ]  |                          |
| 2012  | 1.   | A lyga               | 6.    | [ 10 ] |                          |
| 2013  | 1.   | A lyga               | 6.    | [ 11 ] |                          |
| 2014  | 1.   | A lyga               | 9.    | [ 12 ] |                          |
| 2015  | 2.   | Pirma lyga           | 3.    | [ 13 ] |                          |
| 2016  | 2.   | Pirma lyga           | 6.    | [ 14 ] |                          |
| 2017  | 2.   | Pirma lyga           | 2.    | [ 15 ] |                          |
| 2018  | 2.   | Pirma lyga           | 3.    | [ 16 ] |                          |
| 2019  | 2.   | Pirma lyga           | 2.    | [ 17 ] | ▲ Promovat in A lyga     |
| 2020  | 1.   | A lyga               | 4.    | [ 18 ] |                          |
| 2021  | 1.   | A lyga               | 7.    | [ 19 ] |                          |
| 2022  | 1.   | A lyga               | 8.    | [ 20 ] |                          |
| 2023  | 1.   | A lyga               | 6.    | [ 21 ] |                          |
| 2024  | 1.   | A lyga               | 5.    | [ 22 ] |                          |

## Lotul actual
Actualizat ultima dată la 4 august 2025.
| Nr. |          | Poziție | Jucător            |
| --- | -------- | ------- | ------------------ |
| 7   | Lituania | M       | Dovydas Norvilas   |
| 14  | Lituania | M       | Karolis Žebrauskas |
| 17  | Lituania | M       | Klaidas Birgiola   |
| 49  | Brazilia | M       | Cesinho            |

| Nr. |          | Poziție | Jucător            |
| --- | -------- | ------- | ------------------ |
| 18  | Lituania | M       | Pijus Srėbalius    |
| 19  | Lituania | F       | Valdas Antužis     |
| 20  | Lituania | M       | Karolis Toleikis   |
| 21  | Lituania | F       | Karolis Pliuškys   |
| 22  | Lituania | M       | Mantas Petrikas    |
| 37  | Lituania | A       | Ignas Venckus      |
| 55  | Lituania | P       | Mantas Bertašius   |
|     | Lituania | M       | Rokas Filipavičius |
|     | Lituania | M       | Matas Ramanauskas  |

## Jucători notabili
- Andrius Jokšas
- Arminas Narbekovas
- Tomas Tamošauskas
- Darius Žutautas
- Giedrius Žutautas
- Raimondas Žutautas
- Vaidas Žutautas

## Antrenori
- Fiodoras Finkelis, –1977
- Leonardas Lukavičius, ~1995
- Fabio Lopez, 2007–2008
- Valdas Ivanauskas, 2008–2009
- Vytautas Jančiauskas, 2009–2010
- Arminas Narbekovas, 2009–2013
- Mindaugas Čepas, 2013
- Maksim Tiščenko, 2014
- Vaidas Žutautas, 2015–2016
- Tomas Tamošauskas, 2017–2021
- David Afonso, 2021–